# چیفلیک (استان کرجالی)
چیفلیک (به بلغاری: Chiflik) یک منطقهٔ مسکونی در بلغارستان است که در شهرستان کاردژالی واقع شده‌است.